# 2005년 부천국제판타스틱영화제
제9회 부천국제판타스틱영화제는 2005년 7월에 개최된 영화제이다. 부천시청 대강당, 부천 시민회관 대강당, 복사골 문화센터에서 개최되었다.

## 수상 및 후보

### 작품상(장편)
- 어둠의 시간 - 폴 폭스 수상

### 여우주연상(장편)
- 어둠의 시간 - 케이트 그린 하우스 수상
- 성녀 요한나 - 오르시 토스 수상

### 감독상(장편)
- 무의식 - 호아킨 오리스트렐 수상

### 심사위원 특별상(장편)
- 검은 밤 - 올리비에 스몰더스 수상

### 심사위원상(단편)
- 열 개의 계단 - 브렌든 멀다우니 수상

### 관객상(단편)
- 알리스와 나 - 미샤 왈드 수상

### 대상(단편)
- 라이언 - 크리스 랜드레스 수상

### 장편
- 트러블 - 해리 클레븐
- 빈센트 - 아야시
- 부파 라트리 2 - 라트리의 귀환 - 유틀럿 시파팍
- 성녀 요한나 - 코넬 몬드룩조
- 최면 - 데이빗 카레라스

### 단편
- 시끄러운 소리 - 질스 쿠벨리어
- 포토그래버 - 파스칼 토시
- 미늘 - 이현아
- 광기의 역사 - 강민석
- 가스 도시 - 오혁준

### 판타스틱 단편 걸작선
- 효녀심Chung - 김정욱